# Reitterelater kuriharai
Reitterelater kuriharai is een keversoort uit de familie kniptorren (Elateridae). De wetenschappelijke naam van de soort is voor het eerst geldig gepubliceerd in 2000 door Ôhira.